# Jack of All Trades (film 1908)
Jack of All Trades è un cortometraggio muto del 1908 diretto da Gilbert M. 'Broncho Billy' Anderson.

## Produzione
Il film fu prodotto dalla Essanay Film Manufacturing Company.

## Distribuzione
Il film - un cortometraggio in una bobina - uscì nelle sale cinematografiche USA l'11 gennaio 1908.